# Macskafogó 2. – A sátán macskája
A Macskafogó 2. – A sátán macskája 2007-ben bemutatott magyar 2D-s számítógépes animációs akció-kalandfilm, amely az 1986-ban bemutatott Macskafogó című rajzfilm folytatása.
A játékfilm rendezője Ternovszky Béla, producerei Salamon Eszter és Varga Szilárd. A forgatókönyvet Nepp József írta, a zenéjét Malek Miklós szerezte. A mozifilm a Szerep Produkciós Iroda gyártásában készült, a Budapest Film forgalmazásában jelent meg.
Magyarországon 2007. december 20-án mutatták be a mozikban.

## Cselekmény
Immár 20 éve béke honol a világban, miután az egerek az első film végén a Macskafogó nevű gépkutya segítségével megszelídítettek minden macskát. Csupán egyetlen, még pacifikálatlan macskapopuláció maradt Közép-Pafrikában. Ők fogságba ejtenek egy arra tévedt Stanley nevű újságíró-egeret, akinek persze eljár a szája, és beszél nekik a Macskafogó létezéséről. A macskák vacsorai lakomának szánják Stanleyt, ám a foglyot megmenti Torzonborz, egy őserdei borz, és a lakhelyére viszi felépülni. Közben a macskatörzs fondorlatos tervvel készül, hogy felszabadítsák a világban elnyomott macskatestvéreiket: a törzs kissé kotnyeles varázslója, Mióka megidézi az Alvilág főistenének, Cicufernek az első helyettesét, Molochot, hogy segítségükre legyen.
A civilizált egértársadalomban Grabowski, korábbi titkos ügynök hírforrást kap a pafrikai vadmacskákról, így megpróbálja működésbe hozni a Macskafogót, ami már 20 éve porosodik a hangárban. Mialatt ő a szereléssel ügyködik, Moloch a vadmacskák főnökével és Miókával elindul a civilizáció határa felé, hogy megtámadják az egereket. Az Intermouse elnöksége, értesülvén a közelgő veszélyről, mozgósítja az egerek hadseregét és ellentámadást indít, ám Moloch démoni hatalmával szemben esélytelenek. Közben Stanley és Torzonborz is Cin City felé tartanak, hogy segítséget nyújtsanak a háborúban. Újra véres harc tör ki az egerek és macskák között, amiben csaknem a macskák aratnak győzelmet, miután Moloch felszabadítja a pacifikált macskákat és újjáéleszti azoknak szindikátusát. A végső órákban Grabowskinak Stanley segítségével sikerül működésbe hoznia a Macskafogót, ami elindul, hogy teljesítse eredeti küldetését.
Elérkezik a végső csata Moloch és a Macskafogó között, előbbi a macskák, utóbbi az egerek jogaiért harcol. Moloch minden túlvilági erejét beveti a gépkutya ellen, ám a Macskafogó is keményen harcol, hála újdonsült extráinak, amiket Grabowski szerelt belé. A végső játszma pókerben dől el, amit váratlan fordulattal a Macskafogó nyer meg, így Moloch legyőzötten visszavonul az alvilágba. A macskák elismerik az egerek győzelmét, azonban Grabowski békét ajánl a két fél között, amibe a szindikátus vezetői nagy nehezen, de beleegyeznek. Így létrejön az Egyesült Ragadozók és Rágcsálók Nemzetközi Szervezete.
A film végén Torzonborzról kiderül, hogy valójában álruhában Grabowski lánya, Elsie, aki titkos küldetésben dolgozott a dzsungelben. Ezt követően fél év múlva Elsie és Stanley összeházasodnak.

## Szereplők
- Nick Grabowski – Sinkó László
- Stanley – Rudolf Péter
- Torzonborz / Elsie – Dörner György, Haumann Petra
- Moloch – Reviczky Gábor
- Főnök – Stenczer Béla
- Mióka – Usztics Mátyás
- Adlington – Mécs Károly
- Harvey – Szacsvay László
- Fritz Teufel – Benedek Miklós
- Safranek – Haumann Péter
- Giovanni Gatto – Balázs Péter
- Buddy – Kern András
- Billy – Szombathy Gyula
- Cookie – Pálos Zsuzsa
- Pissy – Béres Ilona
- Lusta Dick – Mikó István
- Maxipotzac – Bodrogi Gyula
- Bob Poliakoff – Darvas Iván
- Lucecita – Lázár Kati
- Bodri – Schnell Ádám
- Sajtos – Verebély Iván
- Pedro – Bolla Róbert
- Kommunikátor – Bolla Róbert
- Livingstone – Makay Sándor
- Cindy nővér – Hegyi Barbara
- Egértábornok – Csurka László
- Kifosztott néni – Kassai Ilona
- Kifosztott bácsi – Simon György
- Betörő macska – Farkas Antal
- Rendőrőrmester – Papp János
- Furkósbotos macska – Maday Gábor
- Slim, gengszter-macska – Maday Gábor
- Kövér korbácsos macska – Papucsek Vilmos
- Fehér ruhás macska – Vass Gábor
- Fehér hajú egér-rabszolga – Kossuth Gábor
- Karóba húzó macska – Besenczi Árpád
- Szakács – Beregi Péter
- Pajzsos macska – Kapácsy Miklós
- Dobos macska – Pálfai Péter
- Pizzafutár – Bartucz Attila
- Macska hordárok – Albert Péter, Hegedűs Miklós
- Teddy, egér-határőr – Bodrogi Attila
- Egér-határőr – Janovics Sándor
- Telefonáló egértiszt – Janovics Sándor
- Alázatos egérkatona – Pálmai Szabolcs
- Búcsúzó egérkatonák – Bartucz Attila, Bodrogi Attila, Janovics Sándor
- TV-bemondónő – Acél Anna
- Kertész macska – Pipó László
- Idős egerek igazgatója – Teizi Gyula
- Orrszarvú – Teizi Gyula
- Egér anyukák – Mics Ildikó, Szalay Krisztina
- Gépfegyveres gengszter-macska – Fehér Péter
- Póker közvetítő – Éles István
- Egér kapitány – Csákovics Lajos
- Egér hadnagy – Csákovics Lajos
- Pókmajom – Weigert Miklós
- Lajhár – Weigert Miklós

- Énekhangok: Antal András, Csuha Lajos, Kollár Péter Erik, Ifj. Malek Miklós

## Érdekességek
- A Macskafogó cím az egérfogó mintájára jött létre, míg az alcím utalás Arthur Conan Doyle A sátán kutyája című regényére.
- Az Index.hu tudósítása szerint a film gyártását gazdasági és támogatási trükkök kísérték, amelynek eredményeként a készítő cég tönkrement.[2]
- A jelenetben, amikor Mióka, a sámán a varázskönyvben lapoz, a fejezetcímek székely-magyar rovással vannak írva (cirmosodás, dorombolás stb.). Az egyedüli hiba, hogy a jobb-bal irányultságú rovásjelek balról jobbra tartanak.[3]

## Utalások
- Stanley és Livingstone karakterét Henry Morton Stanleyről és David Livingstone-ról mintázták az alkotók.
- Torzonborz Tarzan paródiája; a Tarzan-üvöltés kétszer is felhangzik a filmben.
- Moloch vörös, tüzes szeme Szauron szemére emlékeztet A Gyűrűk Ura filmekből.
- A vágtató bivalycsorda az Oroszlánkirály című rajzfilm gnúcsordajelenetét idézi; a háttérben a Trón Szirt is megjelenik, ugyanezen filmből.
- Az elfújt elefántok közt lévő nagy fülű kiselefánt Walt Disney Dumbójára utal.
- A CiNN tévécsatorna a CNN paródiája.
- Cin City neve utalás a Sin City képregényekre.
- A macskákba sugárzott Omega-effektus dallama megegyezik az Omega együttes Gyöngyhajú lány c. dalának dallamával.
- A birodalmi rohamosztagosokat követelő egér tisztjelenete a Csillagok háborúja című filmre utal.
- A vérével a földre Grabowski nevét író katona egy, az 50-es években Kubában történt eseményre utal, mikor egy katona a halála előtt vérével azt írta a földre: FIDEL
- Egy macska Rambónak öltözve, gépfegyverrel öli az  egereket.
- Egy macska a tankok elé lépve megállítja őket, utalva a Tienanmen téri Tank Manre.
- Egy óriásplakáton megjelenik a Megalkuvó macskákból, Hofi Géza és Koós János dalából egy kép.
- Egy mozihirdetésben utalás az Egerek és emberek (egyértelműsítő lap) c. filmre.

## Nézettség
A nézettségi adatok szerint 290 088 jegyet adtak el rá.